# Bowers (Staffordshire)
Bowers – wieś w Anglii, w hrabstwie Staffordshire. Leży 16 km na północny zachód od miasta Stafford i 214 km na północny zachód od Londynu.